# 七坊镇
七坊镇，是中华人民共和国海南省白沙黎族自治县下辖的一个乡镇级行政单位。

## 行政区划
七坊镇下辖以下地区：
高石村、木棉村、英歌村、高地村、打金村、长龙村、阜途村、南洋村、查英村、可好村、照明村、牙旺村、拥阜村和那来村。